# 塞泽里亚
塞泽里亚（法語：Ceyzériat，法語發音：[sɛzeʁja]）是法国安省的一个市镇，位于该省中北部，属于布雷斯地区布尔格区。

## 地理
塞泽里亚（46°10'42"N, 5°19'26"E）面积9.36 平方千米，位于法国奥弗涅-罗讷-阿尔卑斯大区安省，该省份为法国东部省份，北起汝拉省，西北接索恩-卢瓦尔省，西接罗讷省和里昂大都会，南至伊泽尔省，东与萨瓦省、上萨瓦省和瑞士接壤。
与塞泽里亚接壤的市镇（或旧市镇、城区）包括：雅瑟龙、蒙塔尼亚、拉马斯、勒沃纳、圣瑞斯特。

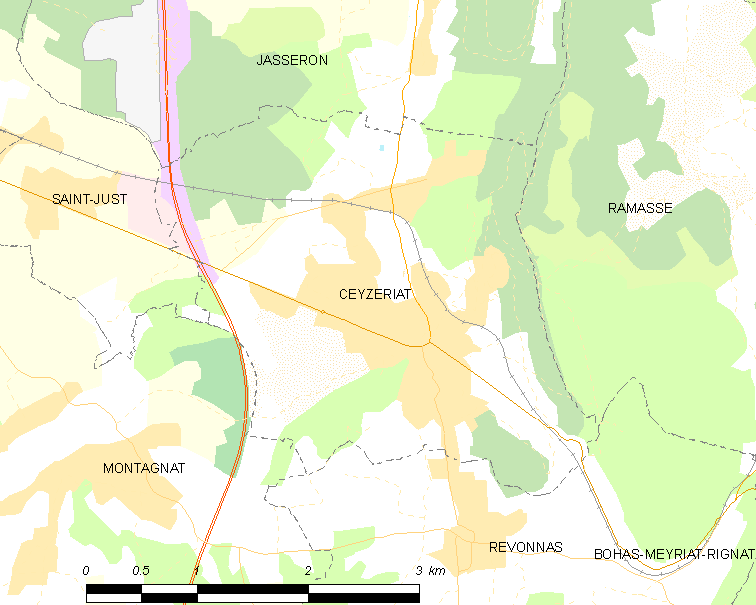
塞泽里亚的OSM定位图

塞泽里亚的时区为UTC+01:00、UTC+02:00（夏令时）。

## 行政
塞泽里亚的邮政编码为01250，INSEE市镇编码为01072。

## 政治
塞泽里亚所属的省级选区为塞泽里亚县。

## 人口

1962-2008年间塞泽里亚人口变化图示

塞泽里亚于2022年1月1日时的人口数量为3306人。